# Voilemont
Voilemont település Franciaországban, Marne megyében. Lakosainak száma 47 fő (2022. január 1.). Voilemont La Chapelle-Felcourt, Dommartin-Dampierre, Élise-Daucourt, Gizaucourt és Rapsécourt községekkel határos.

## Népesség
A település népessége az elmúlt években az alábbi módon változott:
| Lakosok száma | 68   | 46   | 36   | 46   | 48   | 43   | 44   | 46   | 47   | 47   |
|               | 1968 | 1982 | 1990 | 2006 | 2013 | 2015 | 2017 | 2019 | 2020 | 2022 |